# Austroepigomphus melaleucae
Austroepigomphus melaleucae là loài chuồn chuồn trong họ Gomphidae. Loài này được Tillyard mô tả khoa học đầu tiên năm 1909.